# BIAF Airshow
BIAF (englisch: Bulgarian International Air Festival; bulgarisch: БИАФ; Български Международен Авиационен Фестивал / Balgarski Meschdunaroden Awiazionen Festiwal / Bulgarisches Internationales Luftfahrt-Festival) ist eine internationale Luftfahrtausstellung auf der Luftwaffenbasis Krumowo, dem militärischen Teil des Flughafens Plowdiw. Sie findet alle zwei Jahre statt, die jüngste Ausstellung war vom 2. bis 4. September 2011.
Organisiert wurde die Luftfahrtausstellung von der Stiftung „Bulgarische Luftstreitkräfte“ mit Unterstützung des bulgarischen Verteidigungsministeriums.

## BIAF 2011
Das Leitmotto der Show war 2011: 100 Jahre bulgarische Luftfahrt.
Die Show war gegliedert in drei Sektionen:
- Vergangenheit: Albatros, Kaproni, DAR-1, Laz-7 und Bf 109.
- Gegenwart: Galeb, Swiss Air Force PC-7 Team, BGR AF heute
- Zukunft: Saab Gripen JAS-39, Eurofighter Typhoon und MiG-29OWT

Hierzu waren wieder viele benachbarte und befreundete Länder mit ihren Flugzeugen vertreten.
Flugvorführungen
- Bulgarische Luftwaffe: MiG-21, MiG-29, PC-9, C-27J, Mi-17, Mi-24, Bell 206, AS 532AL, Su-25
- Schweizer Luftwaffe: PC-7
- Bulgarischer Flugsportverein: Pitts–S2B LZ–AIR, Piper Dakota Turbo PA-28-201T
- Bulgarische Fluglehrer Vereinigung: Ratan LZ-TSA – Sting 2000 RG; LZ-RSS – Sting 2000; LZ-HPM – Sting 2000
- Rumänische Luftwaffe: IAR-99 SOIM
- Deutsche Luftwaffe: Eurofighter Typhoon
- Russische Luftwaffe: MiG-29M OWT

Aussteller
- Bulgarische Luftwaffe: Mi-17, C-27J, PC-9, Su-25, AS 532AL, MiG-21, MiG-29
- Bulgarian Association of Light Aviation
- Bulgarian Aeromodeling Federation
- АК Galeb, Serbien: Galeb
- Flying club „Hawks“: Rumänien
- Schwedische Luftstreitkräfte: Saab Gripen JAS-39
- Rumänische Luftwaffe: Alenia C-27
- Italienische Luftwaffe: Eurofighter Typhoon
- Griechische Luftwaffe: Beechcraft T-6
- Deutsche Luftwaffe: Transall C-160

## Vorherige Termine
- 5.–6. September 2007
- 6.–7. September 2005